# Sèmèrè I
Sèmèrè I è un arrondissement del Benin situato nella città di Ouaké (dipartimento di Donga) con 9.792 abitanti (dato 2006).